# Departamento Intibucá
Intibucá ist eines der 18 Departamentos in Honduras in Mittelamerika.
Die Hauptstadt des Departamentos ist La Esperanza. Intibucá verfügt im Süden über eine Außengrenze mit El Salvador.
Gegründet wurde das Departamento im Jahr 1883 durch eine Abspaltung von den Departamentos La Paz und Gracias a Dios.

## Municipios
Intibucá ist in 17 Municipios unterteilt:
1. Camasca
2. Colomoncagua
3. Concepción
4. Dolores
5. Intibucá
6. Jesús de Otoro
7. La Esperanza
8. Magdalena
9. Masaguara
10. San Antonio
11. San Francisco de Opalaca
12. San Isidro
13. San Juan
14. San Marco de Sierra
15. San Miguelito
16. Santa Lucía
17. Yamaranguila